# أوتاكون
أوتاكون (بالإنجليزية: Otakon) هو مؤتمر للمعجبين في الولايات المتحدة، يركز على ثقافة شرق آسيا (بالتحديد على الأنمي المانجا، الموسيقى، السينما). الاسم هو لفظ منحوت مشتق من الكلمة الإنجليزية «كونفينشن convention» (أي مؤتمر أو اجتماع) ومن الكلمة اليابانية «أوتاكو otaku».
مؤتمر أوتاكون يعقد في العادة أيام الجمعة، السبت والأحد في فصل الصيف. كان عدد الحضور في 2011 أكثر من 31,000 زائر ومشارك، حيث يتواجد الكثير من المعجبين بأزياء تنكرية للشخصيات المحبوبة لديهم وعدد كبير منهم يقومون بتصميمها خصيصاً للمؤتمر.

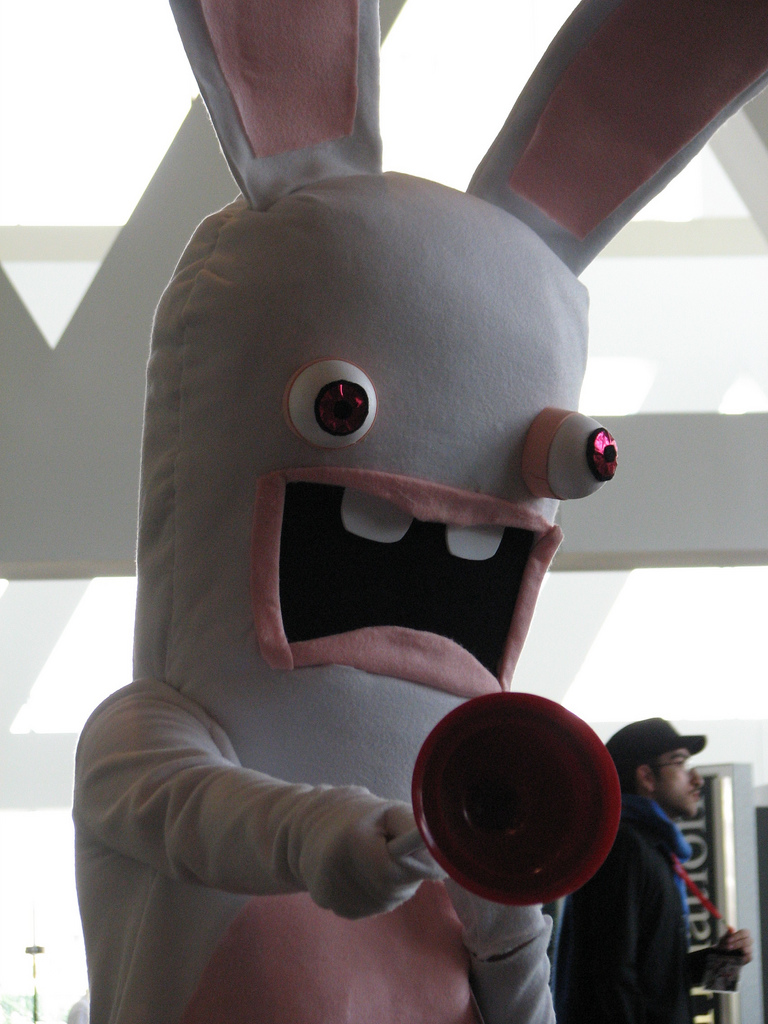
أحد الأشخاص يرتدي زي أرنب « رابيد » من سلسلة الألعاب الفيديو رايمان.

 

المركز الذي يقام في المؤتمر.

## روابط خارجية
- أوتاكون على موقع ميوزك برينز (الإنجليزية)